# Quercus morii
Quercus morii là một loài thực vật có hoa trong họ Cử. Loài này được Hayata miêu tả khoa học đầu tiên năm 1911.

## Hình ảnh